# 炸
炸，又稱油炸、爆香（英語：或deep fat frying），是一種將食物放入高溫食用油中浸泡的烹飪方法。通常在油炸鍋或薯片盤中進行，工業上則多以壓力油炸鍋或真空油炸鍋。油炸亦可使用於鍋中預先加熱的食用油進行。油炸被歸類為使用熱油的烹飪方法之一。食物通常以油炸方式烹飪很快就會熟透；因為食物的整個表面都與油接觸，而油具有高度的熱傳導率。

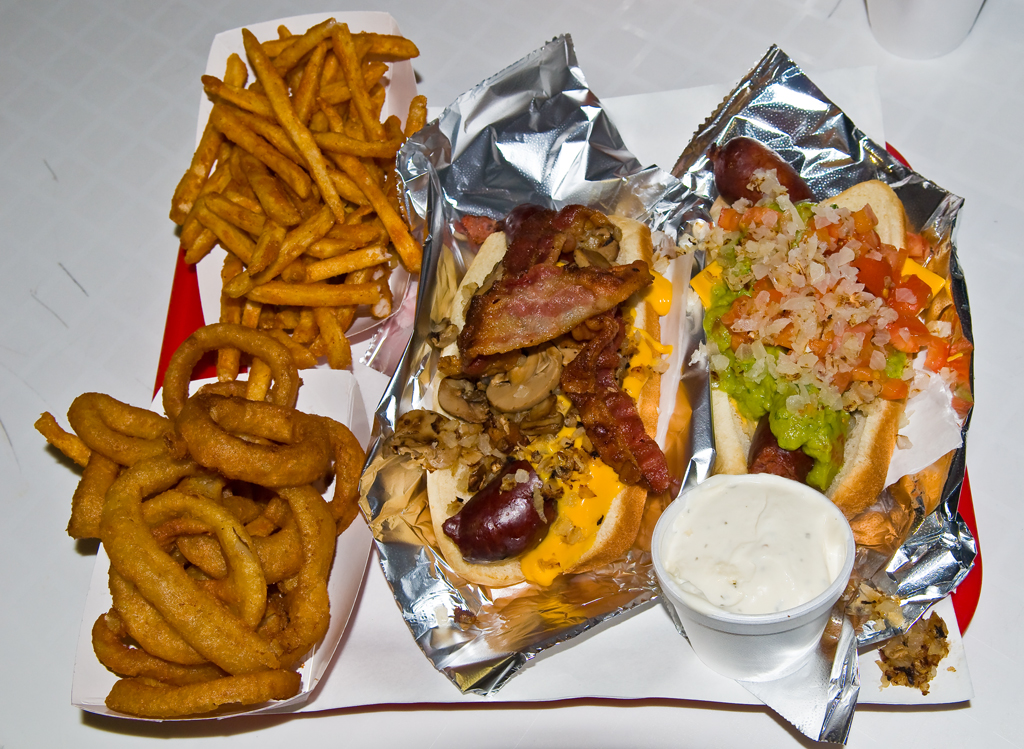
一份油炸速食全餐

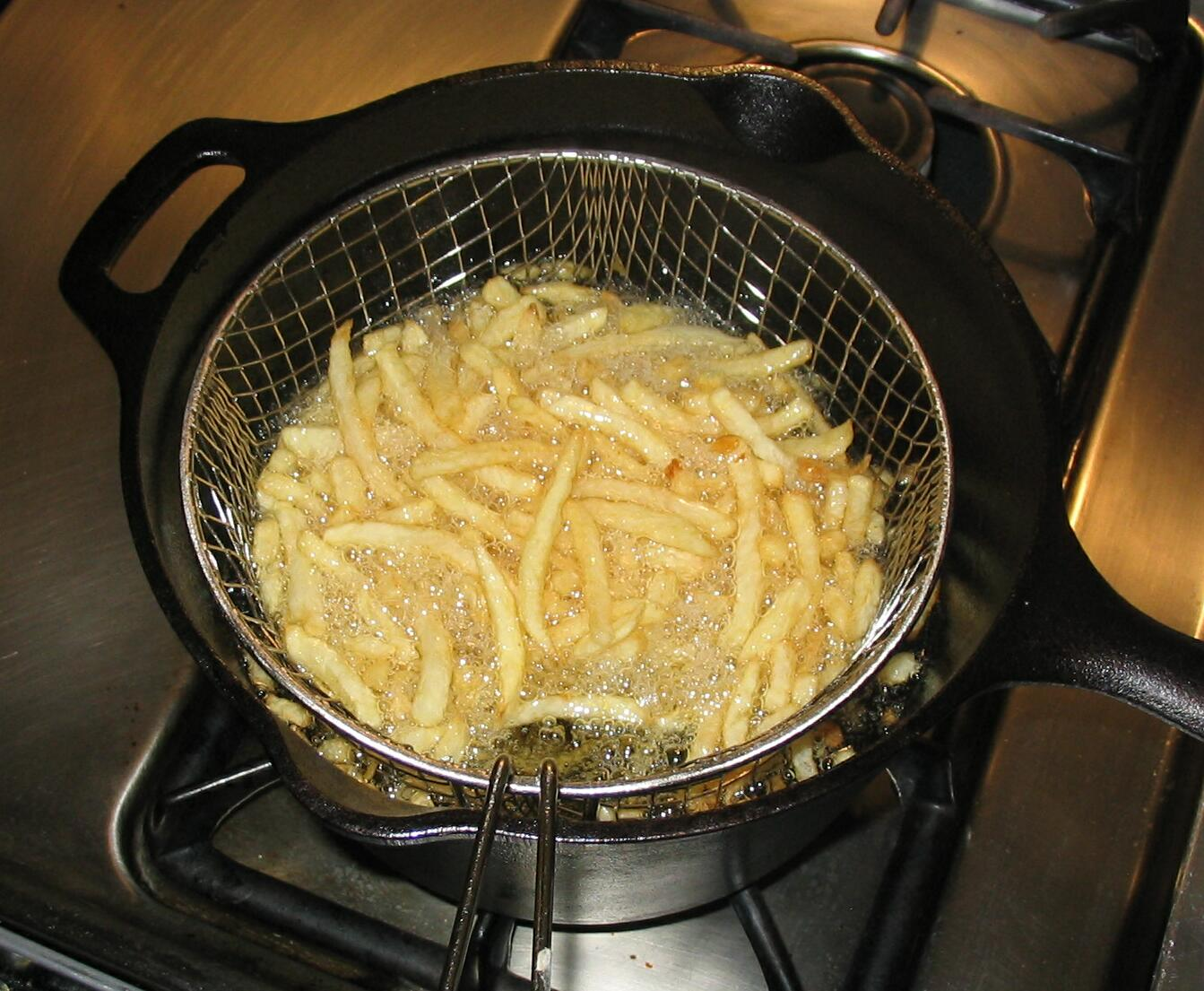
沸滚的油在工作中，此謂炸

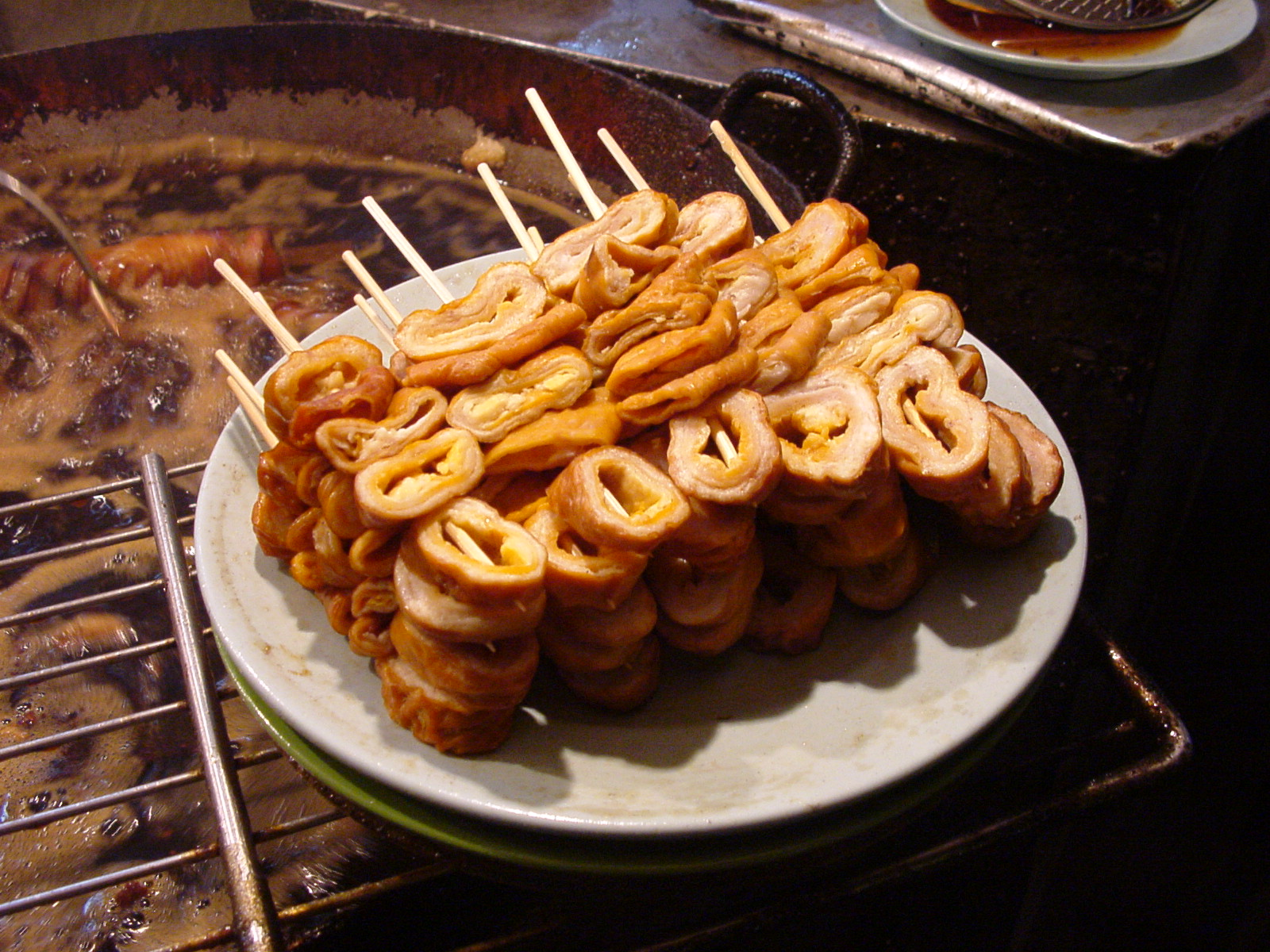
炸豬大腸

在某些地區，“油炸”一詞和許多現代油炸食品直到19世紀才被發明，但實際上這種烹飪方法已經存在了幾千年。

## 歷史
用食用油油炸食物，在東西方皆有超過千年的歷史。古希臘人在前五世紀已知道用橄欖油烹調，而在四、五世紀的羅馬帝國，當時的一份食譜《Apicius》記載了一種有油炸雞肉的料理Pullum Frontonianum。此後幾個世紀，油炸食物的作法散播到歐洲其他地區和中東世界。油炸食物在大約十三世紀在北歐出現，同時期西班牙和葡萄牙的食譜也出現炸魚。油炸鷹嘴豆餅在十四世紀由埃及移民流傳到中東各地。

## 方法
在锅内放入比原料多數倍的油，並加热到攝氏140-190度，然后放进食材加熱至熟透，同時蒸發掉表面的水份使其變脆並呈現人稱「金黃色」的淺棕色。

## 分類
乾炸
將已調味或醃過的食材直接炸成
軟炸
將醃過的食材上油炸粉（地瓜粉、太白粉等）粉糊後炸成
酥炸
食材依次上蛋汁、上粉糊、上乾粉後，先以猛火熱油炸過，改以慢火炸成
油淋炸
又稱脆皮炸，以滾油淋於食材內腔和表面直至金黃色

## 健康問題

### 致癌
一般油炸溫度在攝氏140-190度之間，通常高於食油的冒煙點，然後會產生致癌物質，而回鍋油亦含有大量致癌物質如丙烯醯胺。有人會加入主要成分為三矽酸鎂的白色濾油粉來濾除渣滓，但無法濾除致癌物質。濾油粉由矽酸鈉和可溶性鎂鹽經沉澱作用生成，生成物的主要成分為氧化鎂和二氧化矽。

### 過量攝取脂肪
動物油的飽和脂肪酸含量較高，精煉過程會讓植物油含有人造反式脂肪，血液含兩者過高都是造成膽固醇過高、心血管疾病的原因。
油含有高量的抗氧化物（如維生素E、橄欖多酚），則可以減少變質可能。